# Grémah Boucar
Grémah Boucar (* 2. Februar 1959 in Maïné-Soroa; † 10. März 2022 in Tunis; auch Grémah Boukar und Grémah Boukar Koura) war ein nigrischer Journalist, Medienunternehmer und Politiker.

## Leben

### Herkunft und frühe Jahre
Grémah Boucar gehörte der Volksgruppe der Kanuri an. Er machte eine Ausbildung als Radiojournalist am Centre de Formation aux Techniques de l’Information (CFTI), das 1977 in Niger als eines der ersten Schulungszentren für Informationstechnik in der Region gegründet worden war. Boucar arbeitete zunächst als Journalist beim staatlichen Radioprogramm Voix du Sahel. Er war mehrere Jahre lang bei der Sendung Journal parlé tätig, anfangs in der Hauptstadt Niamey, später in Zinder und Dosso. Nach einem Soziologie-Studium arbeitete er als Vermittler für die United States Agency for International Development zu den Themen Landwirtschaft und Kampf gegen die Desertifikation.

### Tätigkeit als Medienunternehmer
Im Zuge der politischen und wirtschaftlichen Liberalisierung nach dem Ende der Herrschaft des Obersten Militärrats gründete Grémah Boucar 1989 das Multimedia-Unternehmen Agence Anfani („Agentur Wohlergehen“). In ihren Anfängen war die Agence Anfani auf landwirtschaftliche Themen spezialisiert. Boucar baute sie stufenweise von einer kleinen Firma zu einem der wichtigsten privaten Medienunternehmen des Landes auf. Im Januar 1992 erschien die erste Ausgabe der französischsprachigen Monatszeitschrift Anfani, deren Redaktion anfangs aus der Verwandtschaft Boucars rekrutiert wurde. Die Herausgabe der Zeitschrift war ein Verlustgeschäft und konnte nur durch andere Aktivitäten der Agence Anfani wie audiovisuelle Produktionen für Privatkunden gegenfinanziert werden. In Anfani wurde scharfe Kritik an den Protagonisten der Übergangsperiode zu einem Mehrparteiensystem, wie Amadou Cheiffou und André Salifou, geübt. Nach den freien Parlamentswahlen von 1993 stand Anfani der Oppositionspartei MNSD-Nassara nahe, die personell und ideologisch auf dem früheren Regime des Obersten Militärrats fußte. Mit der Zeitschrift erreichte Boucar aufgrund des weitverbreiteten Analphabetismus nur eine kleine Elite. Sein 1994 gegründetes Hörfunkprogramm Radio Anfani hingegen entwickelte sich rasch zu einem der wichtigsten Medien für in- und ausländische Nachrichten in Niger. Das auf Französisch, Hausa, Zarma und weiteren nigrischen Regionalsprachen sendende Radio Anfani übertrug auch Nachrichtensendungen von Voice of America und der Deutschen Welle und wurde über das National Endowment for Democracy von den Vereinigten Staaten subventioniert.
Anfang 1996 wurde der gewählte Staatspräsident Mahamane Ousmane durch einen Militärputsch unter der Führung von Ibrahim Baré Maïnassara abgesetzt. Die neuen Machthaber schränkten die Pressefreiheit ein, wovon Radio Anfani und Grémah Boucar selbst mehrmals direkt betroffen waren:
- Im Juli 1996 besetzen und verwüsteten Soldaten das Büro von Radio Anfani, das im Vorfeld der Präsidentschaftswahlen von 1996 Vertretern von Oppositionsparteien, Gewerkschaften und NGOs Sendezeit eingeräumt hatte. Der Sendebetrieb durfte erst nach drei Wochen wieder aufgenommen werden.
- Am 1. März 1997 überfielen fünf bewaffnete Männer in Militäruniformen das Büro von Radio Anfani, zerstörten Ausstattung im Wert von 80.000 US-Dollar und erzwangen die Einstellung des Betriebs. Der Angriff hatte Demonstrationen in der Hauptstadt Niamey zur Folge, an denen sich Tausende Bürger beteiligten. Drei Journalisten des Senders wurden in den Wochen nach der Attacke festgenommen und ohne Anklage vier Tage lang festgehalten. In Boucars Zeitschrift Anfani wurden die Nigrischen Streitkräfte für den Angriff verantwortlich gemacht, woraufhin das Militär eine Verleumdungsklage gegen die Zeitschrift erhob. Boucar wurde festgenommen. Ihm wurde vorgeworfen, den Angriff selbst organisiert zu haben, um an ausländische Subventionen zu kommen.
- Im April 1998 verbot die Regierung privaten Radiosendern Nachrichten zu senden, die die politischen Proteste weiter anheizen würden. Dies geschah vor dem Hintergrund von Demonstrationen von Unterstützern der Opposition in den Straßen Niameys. Sicherheitsbeamte entführten Grémah Boucar aus seiner Wohnung und bedrohten ihn mit dem Tod.[4] Im selben Jahr wurde Boucar als erster Nigrer mit dem CPJ International Press Freedom Award ausgezeichnet.[5]

Staatspräsident Ibrahim Baré Maïnassara kam am 9. April 1999 bei einem Staatsstreich gewaltsam ums Leben. Auch nach der Rückkehr zu einer demokratischen Ordnung waren Journalisten von Radio Anfani wiederholt Verhaftungen und Einschränkungen bei ihrer Tätigkeit ausgesetzt. Das International Press Institute ehrte Boucar im Jahr 2000 als World Press Freedom Hero.

### Politische Laufbahn
Grémah Boucar stieg 2004 in die Politik ein. Bei den Kommunalwahlen am 24. Juli 2004 wurde er für die Partei MNSD-Nassara in den Gemeinderat seiner Geburtsstadt Maïné-Soroa gewählt. Es folgte bei den Parlamentswahlen am 4. Dezember 2004 seine Wahl als MNSD-Nassara-Abgeordneter in die Nationalversammlung. Er wurde 2008 zu einem der vier gewählten Sekretäre des Büros der Nationalversammlung bestimmt. Bei den darauffolgenden umstrittenen Parlamentswahlen am 20. Oktober 2009 trat er nicht an. Boucar schloss sich der vom MNSD-Nassara abgespaltenen Partei MODEN-FA Lumana Africa an, für die er sich bei den Parlamentswahlen am 31. Januar 2011 erneut um ein Mandat in der Nationalversammlung bewarb. Er verfehlte jedoch den Wiedereinzug ins Parlament. Er trat 2013 aus der MODEN-FA Lumana Africa aus und wurde Mitglied der Partei PNDS-Tarayya von Staatspräsident Mahamadou Issoufou. Im Jahr 2020 gehörte er zu den Gründungsmitgliedern der Partei RPP-Farilla unter der Führung von Oumarou Alma.
Grémah Boucar starb 2022 im Alter von 63 Jahren. Er wurde auf dem Muslimischen Friedhof von Yantala bestattet.